# 有边瓦韦
有边瓦韦（学名：Lepisorus marginatus）为水龙骨科瓦韦属下的一个种。

## 扩展阅读
- 維基物種上的相關：有边瓦韦